# Anicca
「Anicca」（アニカ）は、原田ひとみの楽曲。LINDENが作詞、とくが作曲を手掛けた。
原田の6枚目のシングルとして2013年11月6日にメディアファクトリーから発売された。原田のシングルとしては前作「疾走論」から8か月ぶり、メディアファクトリーへ移籍後初のリリースとなる。ジャケットでは『機巧少女は傷つかない』のヒロインである夜々が重厚感のある雰囲気を醸し出している。

## 音楽性
- 本曲は、テレビアニメ『機巧少女は傷つかない』のオープニングテーマに起用された。
- 歌詞には「触れられるほど近いけど遠い」というフレーズがあるが、これは原田が歌詞を見た第一印象として「悲観的なイメージ」があったため希望的なフレーズを入れるよう要請したという。なおDメロはイメージソング第一弾の「MACHINE DOLL」とリンクしているという[3]。
- レコーディングでは、テクニックを要する箇所が多いため収録中声が掠れるトラブルに見舞われたという[3]。
- PVは、同アニメのヒロインである夜々が和服を着ているためPVも和風的なものに仕上がると思っていたようだが、実際には作品の舞台である大英帝国を反映した内容になっている。ちなみに撮影時には原田にムチやトカゲが渡されたことを明かしている[3]。
- 音楽雑誌の『リスアニ!』は、「バトルものらしくテンションを高めるロック・サウンドと、ファルセットやハイトーンを織り交ぜたカッコ良くセクシーな歌声が聴きどころ」と評した[4]。
- 表題曲のPVは本人の初アルバム『glanzend』初回限定盤に収録。

## シングル収録内容
| 全作詞: LINDEN、全作曲・編曲: とく。 |                                                                              |        |            |      |
| #                                    | タイトル                                                                     | 作詞   | 作曲・編曲 | 時間 |
| 1.                                   | 「Anicca」(テレビアニメ『機巧少女は傷つかない』オープニングテーマ)           | LINDEN | とく       | 4:01 |
| 2.                                   | 「Burnt Red」(ゲーム『機巧少女は傷つかない Facing "Burnt Red"』テーマソング) | LINDEN | とく       | 3:14 |
| 3.                                   | 「Anicca」(w/o hitomi)                                                       | LINDEN | とく       | 4:01 |
| 4.                                   | 「Burnt Red」(w/o hitomi)                                                    | LINDEN | とく       | 3:11 |
| 合計時間:                            | 合計時間:                                                                    | 14:27  |            |      |

## チャート
| チャート（2013年）                | 最高位 |
| --------------------------------- | ------ |
| オリコン                          | 19     |
| Billboard JAPAN Hot 100           | 35     |
| Billboard JAPAN Hot Singles Sales | 18     |
| Billboard JAPAN Hot Animation     | 8      |
| サウンドスキャンジャパン          | 17     |